# رود تاپتی
رود تاپتی (یا تاپی) در مرکز هند از شرق به غرب جریان می‌یابد و میان رودهای گوداواری و نرمدا قرار دارد.
این رود از درون سورات می‌گذرد و پل ماگدالا روی آن ساخته شده‌است.
تاپتی از شمال مهاراشترا نیز عبور می‌کند.

## نام
گمان می‌رود که نام این رود از الهه‌ای به نام تاپتی که دختر سوریا (خدای خورشید) است، گرفته شده‌باشد.

## حوضهٔ آبریز و شاخه‌ها
مساحت حوضه آبریز رود تاپتی ۶۵٬۱۴۵ کیلومتر مربع است که حدود ۲٪ مساحت هند را دربرمی‌گیرد. این حوضه در ایالت‌های مهاراشترا (۵۱٬۵۰۴ کیلومتر مربع)، مادیا پرادش (۹٬۸۰۴ کیلومتر مربع) و گجرات (۳٬۸۳۷ کیلومتر مربع) قرار دارد.
بیشتر سطح حوضه در شهرستان‌های شمالی و شرقی ایالت مهاراشترا قرار دارد؛ ولی شهرستان‌هایی از مادیا پرادش و گجرات را نیز دربرمی‌گیرد.